# Съчуанска котловина
Съчуанската котловина (Червен басейн) (на китайски: 四川盆地; на пинин: Sìchuān Pénd) e обширна междупланинска котловина в Централен Китай, в провинция Съчуан, а южните ѝ периферии – в провинциите Юннан и Гуейджоу. Разположена е в басейна на средното течение на река Яндзъ и нейните притоци Миндзян, Дзялиндзян. Обкръжена е от Сино-Тибетските планини на запад, планината Цинлин на север и нейното разклонение хребета Дабашан на североизток и Гуейджоуската планинска земя на юг. В тези си граници заема площ около 200 000 km². Изградена е от дебели (до 4000 m) червеноцветни пясъчници с юрска и кредна възраст (от тук и названието ѝ Червен басейн). Има форма на стъпаловиден амфитеатър, обърнат на юг, към долината на Яндзъ, с надморска височина 400 – 500 m, а по периферията – до 1000 m. Широко е разпространено изкуството да се терасират склоновете за земеделски дейности. Преобладават плосковърховите хълмове с относителна височина 50 – 100 m. Климатът е субтропичен, мусонен, с топла зима и влажно лято. Годишната сума на валежите е от 800 до 1750 mm, с максимум през лятото. Съчуанската котловина е защитена от студените северни ветрове и вегетационния период продължава почти целогодишно. Водите на реките широко се използват за напояване. Най-ниският планински пояс е зает от гори, съставени от дъб, кастанопсис, шим, а над 2200 m – от смесени и борови гори. Котловината е гъсто населена, като най-големите градове са Чунцин, Чънду, Нанчун, Вансян, Нъйдзян, Дзигун, Лучжоу, Ибин.